# Entomacrodus thalassinus
Entomacrodus thalassinus és una espècie de peix de la família dels blènnids i de l'ordre dels perciformes.

## Subespècies
- Entomacrodus thalassinus longicirrus (Springer, 1967)
- Entomacrodus thalassinus thalassinus (Jordan & Seale, 1906)[2]